# Franjevački samostan i crkva sv. Ivana Krstitelja u Varaždinu
Franjevački samostan i crkva sv. Ivana Krstitelja u Varaždinu čine kompleks koji se sastoji od crkve, samostana, gospodarskih i pomoćnih zgrada (nemoćnica s ljekarnom) te samostanskog vrta. Ova se redovnička zajednica naselila u gradu u srednjem vijeku preuzevši stariju ivanovsku crkvu i uz nju ostatke samostanske kuće, da bi ih tijekom 17. st. zamijenili novima u ranobaroknom duhu. Novi samostan na tradicijski način se gradi u vremenu od 1626. do 1632. god. kao zatvoreni trokrilni sklop oko klaustra, a nešto kasnije i zvonik. Crkva dvoranskog tipa iz 1650. god., u svojoj unutrašnjosti čuva zrelobarokni inventar pa predstavlja skladnu povijesno – umjetničku cjelinu. Sredinom 17. st. izgrađena je Infirmaria, nemoćnica s ljekarnom, koja čuva Rangerove freske.
Toranj crkve najviši je u gradu (54,5 metara), a unutrašnjost crkve od iznimne je vrijednosti s propovjedaonicom iz druge polovice 17. stoljeća. Ispred ulaza u crkvu nalazi se kip Grgura Ninskog, djelo Ivana Meštrovića iz 1932. Kip izvorno rađen za Split, zbog malih dimenzija postavljen je u Varaždinu. Na južnom zidu crkve nalazi se sunčev sat.

## Zaštita
Pod oznakom Z-2275 zavedeno je kao nepokretno kulturno dobro - pojedinačno, pravna statusa zaštićena kulturnog dobra, klasificirano kao "sakralni kompleks".

## Vanjske poveznice
- Mirković, Marija. 2016. Franjevački samostanski sklop u Varaždinu - povijesna studija (Portal 7/2016.). www.hrz.hr. Hrvatski restauratorski zavod. Zagreb. Pristupljeno 11. veljače 2025.